# Macrosiphum tolmiea
Macrosiphum tolmiea är en insektsart. Macrosiphum tolmiea ingår i släktet Macrosiphum och familjen långrörsbladlöss. Inga underarter finns listade i Catalogue of Life.